# Vulturești (Suceava)
Vultureşti è un comune della Romania di 3 745 abitanti, ubicato nel distretto di Suceava, nella regione storica della Moldavia. 
Il comune è formato dall'unione di 8 villaggi: Giurgești, Hreațca, Jacota, Merești, Osoi, Pleșești, Valea Glodului, Vulturești.